# Scooby-Doo: Maska Modrého sokola
Scooby-Doo: Maska Modrého sokola (v anglickém originále Scooby-Doo! Mask of the Blue Falcon) je americký animovaný superhrdinský komediální film z roku 2013 a devatenáctý díl série filmů Scooby-Doo. Film je crossoverem, ve kterém vystupují Blue Falcon a Dynomutt. Snímek byl vyroben a dokončen v roce 2012 a uveden 26. února 2013 společností Warner Premiere.

## Příběh
Skupina vyšetřovatelů hodlá navštívit populární komiksový festival. Na tomto festivalu bude mít premiéru film se superhrdinou Modrým sokolem. Padouch z tohoto filmu pan Hyde náhle skutečně ožije. Vezme s sebou i partu zlých nohsledů. Terorizují celý festival. Scooby a jeho kamarádi se rozhodnou tuto záhadu vyřešit a padouchy zastavit.

## Obsazení
- Frank Welker jako Scooby-Doo, Fred Jones a Dynomutt
- Matthew Lillard jako Shaggy Rogers
- Mindy Cohn jako Velma Dinkley
- Grey DeLisle jako Daphne Blake
- Jeff Bennett jako Owen Garrison / Modrý sokol
- Diedrich Bader jako Brad Adams
- Dee Bradley Baker jako Horten McGuggenheim / maniakální Minotaurus z panství Mainsley
- Gregg Berger jako Hank Prince
- John DiMaggio jako pan Hyde
- Nika Futterman jako Jennifer Severin
- Kevin Michael Richardson jako starosta Ron Starlin
- Mindy Sterling jako ošetřovatelka
- Tara Strong jako Austin Prince a Nora Bingleton
- Fred Tatasciore jako Jack Rabble
- Billy West jako James Becker